# Challifirn
Der Challifirn (früher auch Kallifirn oder Kalli Gletscher genannt) ist ein Gletscher in den Berner Alpen im Schweizer Kanton Bern in der Gemeinde Grindelwald. Er befindet sich südlich vom Mittellegi-Grat, dem Ostgrat des Eigers.

## Geographie
Der Challifirn beginnt im Süden des Mittellegi-Grates, dem Ostgrat des Eigers, in einer Höhe von 3200 m ü. M. und fliesst gegen Süden und Osten bis auf 2550 m ü. M. Er hat eine Länge von zwei Kilometer und eine Fläche von einem Quadratkilometer. Im Süden nähren die Eisabbrüche den Grindelwald-Fieschergletscher und im Osten den Unteren Grindelwaldgletscher. Die Eisabbrüche auf den Unteren Grindelwaldgletscher sind berüchtigt für ihre Wucht, da diese durch das Schlosslouwina-Couloir an die tausend Meter in die Tiefe stürzen und auf der gegenüberliegenden Talseite bis zur ehemaligen Stieregghütte hochwehen können.
Durch das Abschmelzen am östlichen Ende des Challifirns entsteht der Schlosslouwinabach. Er fliesst über die Weisse Lütschine von Grindelwald, die Schwarze Lütschine, die Lütschine, die Aare und den Rhein in die Nordsee. 
Oberhalb des Challifirns befindet sich in einer Höhe von 3355 m ü. M. auf dem Mittellegi-Grat die Mittellegihütte. Einer der Zugänge zur Hütte führt von der Jungfraubahn Station Eismeer über den Challifirn.